# 滋賀大学データサイエンス・AIイノベーション研究推進センター
滋賀大学データサイエンス・AIイノベーション研究推進センター（しがだいがくデータサイエンス・エーアイイノベーションけんきゅうすいしんセンター）は滋賀大学が設置した研究所である。

## 概要
データの利活用により付加価値を生み出す新事業・新サービスの創出が重要になっている現代社会において、様々な分野におけるビッグデータ解析・利用の機運が高まっている。
そのような背景の中、2016年に日本初のデータサイエンス教育研究組織として「データサイエンス教育研究センター」が発足し、その後2022年に「データサイエンス・AIイノベーション研究推進センター」として発展的に再編され活動が推進されている。
統計学やビッグデータ、AIなどデータサイエンス教育研究の推進を目的として設置された。
2024年4月時点で、専任、特任、客員合わせ100名を超える体制となり、日本屈指のデータサイエンス研究集団へと成長している。
本センターではSociety5.0の到来の鍵をにぎるデータサイエンスとAIの先端研究の推進、データサイエンス人材の育成、データサイエンスの社会実装を企業と手を取り合い強力に推進している。

## 沿革
- 2016年4月　データサイエンス教育研究センター開設
- 2022年4月　データサイエンス・AIイノベーション研究推進センターへ発展的再編

## 歴代センター長
- 2016年4月1日 - 2020年3月31日 竹村彰通
- 2020年4月1日 - 2024年3月31日 笛田薫
- 2024年4月1日 - 　　　　　　　  深谷良治

## 運営体制
社会DX研究推進部門
以下の5部門のマネジメントと社会や企業との財的・人的資源の好循環の創出
先端研究部門
データサイエンス・AIにおける先端研究の推進と、先端解析手法等の開発
価値創造プロジェクト部門
企業等のビッグデータを利活用した共同研究プロジェクトの推進と開拓
データ駆動型教育研究部門
企業等のビッグデータを利活用した教育プログラムや教材の開発・普及
データサイエンス調査・情報発信部門
海外におけるデータサイエンスの研究動向や人材育成等の調査と情報発信
社会調査・EBPM部門社会調査の活用やEBPMを推進する自治体・民間団体に対する支援・研究の推進

## 研究領域

### 情報
- 統計科学
- 数理統計学
- 計算科学
- 情報学
- ウェブ情報学
- サービス情報学
- 医療情報学
- 空間情報学
- 健康情報学
- 数理情報学
- 生物情報学
- 生命情報学
- 知能情報学
- 脳情報工学
- データベース工学
- 情報システム工学

### 人文・社会科学
- 経済学
- 開発経済学
- 空間経済学
- 健康経済学
- 交通経済学
- 実証ミクロ経済学
- 経営分析学
- 金融工学
- 社会学
- 家族社会学
- 教育社会学
- 心理統計学
- 比較社会学
- 生理人類学
- エネルギー科学
- エネルギー政策学
- 建築計画学
- 都市計画学
- 土木計画学
- 交通工学
- 社会システム工学

### 自然科学
- 数学基礎
- 応用数学
- 統計数学
- 幾何学
- 数理工学
- 理論計算機科学
- 数理物理学
- 素粒子物理学
- 統計物理学
- 高エネルギー物理学
- 計算化学
- 物理化学
- 生物学
- 生態学
- 進化生物学
- 人類遺伝学
- 生理科学
- 創薬科学
- システムゲノム科学
- 制御・システム工学
- 安全工学
- 環境学
- 気象学
- 災害科学
- 惑星気象学

### 医療
- 放射線科学
- 理論神経科学
- 医療統計学
- 衛生学
- 疫学
- 応用健康科学
- 生体医工学
- 免疫学
- 予防医学

## 産官学連携
データサイエンス・AIイノベーション研究推進センターは共同研究、学術指導、リカレント教育に力を入れている。これまでの連携してきた企業や組織は累計350を超え、データサイエンスにおける国内最大規模の研究・教育・産官学連携拠点となっている。2023年度の共同研究での連携先としては彦根市、大阪ガス株式会社、パナソニック株式会社、株式会社アイシン、株式会社NTTデータ、株式会社日立ハイテク、NISSHA株式会社などがある。また、学術指導での連携先としてはナルックス株式会社、株式会社SUMCO、中部事務機株式会社、日本ガスケット株式会社などがある。国立音楽大学や大妻女子大学とも連携協定を締結しデータサイエンス教育のさらなる発展に向けた取り組みを進めている。

## 共同研究センター
- 日本セーフティ・ソサイエティ研究センター（あいおいニッセイ同和損害保険/滋賀大学）
- Data Engineering and Machine Learningセンター（帝国データバンク/滋賀大学）[6]
- デジタルイノベーション研究開発センター（日東電工/滋賀大学）

2024年4月時点で3つの共同研究センターが設立され活発な研究活動が行われている。

## 教育人材育成

### 社会人向け人材育成
- トヨタグループデータサイエンス実践道場
- 日野データサイエンス塾への講師派遣
- 医薬品・医療機器メーカー向けデータサイエンス人材育成
- 全国地銀協会向けデータサイエンス入門講座

### 学部・大学院教育
- 卒業レポート発表会
- データサイエンス実践論
- 保険戦略論
- 学生による産官学連携プロジェクト

企業や自治体と協力し、学生が様々な研究プロジェクトに取り組んだ。2023年度は以下の通り。
- 学力調査データを用いた自治体の課題解決
- IOTアグリセンサーを用いた野菜の発芽予測モデルの開発
- 非認知能力調査結果の利活用に向けたツールとワークショップの開発
- 株式会社平和堂、三井住友カード株式会社と連携しクーポン配信を提案・実施・評価
- 業務の改善とアプリの利用促進
- 大津市との連携授業

### 学習オンラインサービスMOOC（Massive Open Online Courses）
MOOCを活用したオンライン講座を実施しており、2024年4月「データサイエンスの必須スキル！データ研磨入門―大学生のためのデータサイエンス―」を開講した。

## 普及活動

### データサイエンスセミナー
大学や企業などからデータサイエンスに関する取り組みを行っている方々を招き、学内・学外に向けデータサイエンスセミナーを開催している。テーマは方法論から実践・実装、経営へのアプローチにまで多岐にわたり、毎回活発な意見交換が行われている。

## 交通アクセス
- JR琵琶湖線（東海道本線）彦根駅西口より、直行バス（4番のりば）で約10分
- 湖国バス（1番のりば）「彦根循環線」で約5分、「滋賀大口」下車、徒歩約2分